# Zalomes biforis
Zalomes biforis is een vlinder uit de familie van de dikkopjes (Hesperiidae). De wetenschappelijke naam van de soort is voor het eerst geldig gepubliceerd in 1890 door Gustav Weymer.